# پل سردار
پل سردار مربوط به دوره قاجار است و در شهرستان زنجان، بر روی رودخانه زنجان رود واقع شده و این اثر در تاریخ ۱۸ مهر ۱۳۵۶ با شمارهٔ ثبت ۱۴۸۵ به‌عنوان یکی از آثار ملی ایران به ثبت رسیده است.